# Papyri Montserratenses-Roca
Els Papyri Montserratenses-Roca són una col·lecció important de papirs d'autors antics, com: Homer (Ilíada i Odissea), Ptolemeu, i manuscrits bíblics en grec i llengua copta del segle iii i IV escrits i alguns escrits primitius cristians. Van ser reünits pel papiròleg Ramon Roca i Puig (1906-2001), des de mitjan segle passat. Va treballar durant molt de temps a (Egipte i Palestina), on va adquirir importants manuscrits.
Inicialment es van dir «Papyri Barcinonenses (PBarc.)» (trad.: papirs barcelonins). Roca els va depositar en la Fundació Sant Lluc Evangelista creada ad hoc el 1952 a Barcelona. A més de la seva tasca de conservació, la fundació també va anar editant publicacions a base d'aquests papirs, amb la particularitat que tot i la censura franquista, quasi tot es publicava en català. Quan el 1998 Ramon Roca se'n va anar a viure al Monestir de Montserrat, va decidir canviar el nom en Papyri Montserratenses II. El 2000, poc abans de morir, Ramon Roca va llegar la col·lecció de papirs al Monestir de Montserrat per tal d'assegurar-ne la permanència a Catalunya. La col·lecció de la Fundació el 2008 era en via de restauració i catalogació per membres de l'Instituto de Filología del Consell Superior d'Investigacions Científiques (CSIC). Aleshores es va decidir canviar definitivament el nom científic en Papyri Montserratenses-Roca (papirs de Montserrat-Roca), per diferenciar-la del nom de la col·lecció del pare Bonaventura Ubach i Medir.
Conté entre d'altres el P67, amb el Papir 64 d'Oxford del mateix còdex, el fragment més antic conegut de l'Evangeli de Sant Mateu.